# Étalans (Étalans)
Étalans ist eine Ortschaft und eine ehemalige französische Gemeinde mit zuletzt 1.236 Einwohnern (Stand 2014) im Département Doubs in der Region Bourgogne-Franche-Comté.
Mit Wirkung vom 1. Januar 2017 wurden die früher selbstständigen Gemeinden Étalans, Charbonnières-les-Sapins und Verrières-du-Grosbois zur namensgleichen Commune nouvelle Étalans zusammengeschlossen, denen in der neuen Gemeinde der Status einer Commune déléguée jedoch nicht zuerkannt wurde. Der Verwaltungssitz befindet sich im Ort Étalans.

## Lage
Nachbarorte sind L’Hôpital-du-Grosbois im Nordwesten, Verrières-du-Grosbois im Norden, Valdahon (Berührungspunkt) im Nordosten, Fallerans im Osten, Guyans-Durnes im Süden und Charbonnières-les-Sapins im Südwesten.

## Geschichte
Erstmals urkundlich erwähnt wird Étalans im Jahr 1049 unter dem Namen Estalanus. Das Gebiet um die Ortschaft war im Mittelalter verschiedenen Herrschaften unterstellt, nämlich den Herren von Montfaucon und der Adelsfamilie von Durnes. Auch der Erzbischof von Besançon hatte hier Grundbesitz, auf dem er vermutlich um 1260 ein Schloss errichten ließ. Ebenfalls um diese Zeit erhielt Étalans gewisse Freiheitsrechte zugesprochen. Während des Dreißigjährigen Krieges wurden das Schloss und das Dorf 1639 von Truppen des Herzogs Bernhard von Sachsen-Weimar geplündert und zerstört. Zusammen mit der Franche-Comté gelangte Étalans mit dem Frieden von Nimwegen 1678 an Frankreich. Seit 1998 ist Étalans Mitglied des 44 Ortschaften umfassenden Gemeindeverbandes Communauté de communes du Pays de Pierrefontaine-Vercel.
Mit 1. Januar 2009 erfolgte eine Änderung der Arrondissementszugehörigkeit der Gemeinde. Bislang zum Arrondissement Besançon gehörend, kamen alle Gemeinden des Kantons zum Arrondissement Pontarlier.

## Bevölkerung
| Bevölkerungsentwicklung | Bevölkerungsentwicklung |
| Jahr                    | Einwohner               |
| ----------------------- | ----------------------- |
| 1962                    | 634                     |
| 1968                    | 706                     |
| 1975                    | 844                     |
| 1982                    | 771                     |
| 1990                    | 904                     |
| 1999                    | 925                     |
| 2006                    | 1067                    |

Nachdem die Einwohnerzahl in der ersten Hälfte des 20. Jahrhunderts abgenommen hatte (1886 wurden noch 729 Personen gezählt), wurde seit Beginn der 1960er Jahre insgesamt wieder ein deutliches Bevölkerungswachstum verzeichnet.

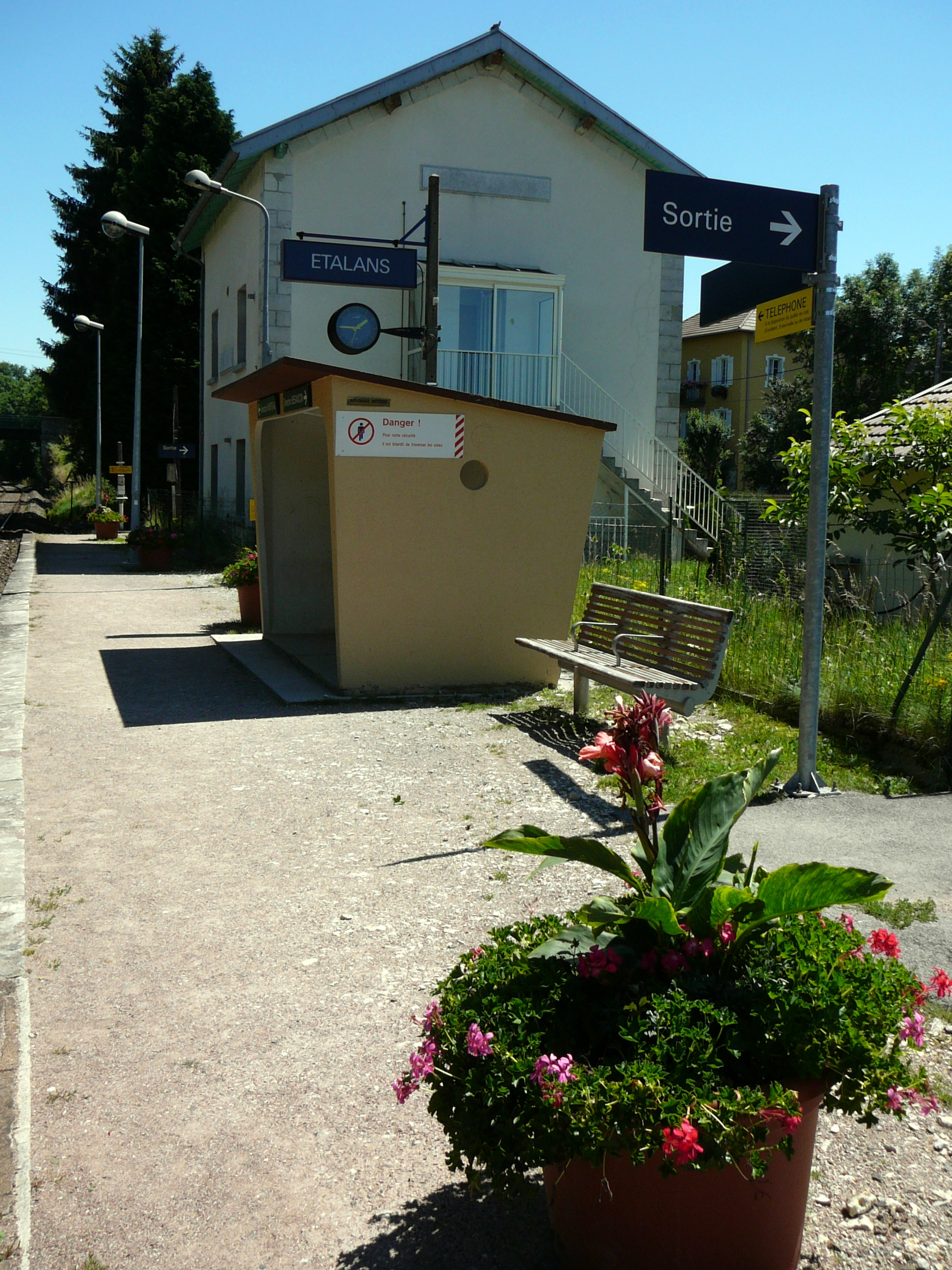
Bahnhof Étalans an der Bahnstrecke Besançon–Le Locle
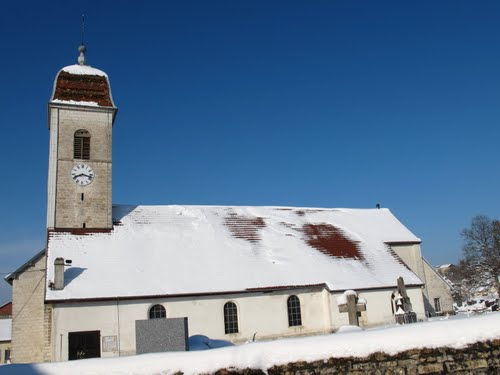
Kirche Saint-Nicolas